# La reina de la noche
La reina de la noche è un film del 1994 diretto da Arturo Ripstein.
Fu presentato in concorso al Festival di Cannes 1994.

## Riconoscimenti
- Premio Ariel

1996 - Miglior attrice a Patricia Reyes Spíndola